# NHL (1921/1922)
Sezon NHl 1921-1922 był piątym sezonem ligi National Hockey League. 4 zespoły rozegrały po 24 mecze. Po raz pierwszy rozegrano tylko jedną runde sezonu zasadniczego. Do walki o mistrzostwo NHL awansowały dwa najlepsze zespoły z grupy. Mistrzostwo ligi NHL zdobyła drużyna Toronto St. Patricks, a Puchar Stanleya również Toronto St. Patricks.

## Sezon zasadniczy
M = Mecze, W = Wygrane, P = Przegrane, R = Remisy, PKT = Punkty, GZ = Gole Zdobyte, GS = Gole Stracone, KwM = Kary w minutach
| Drużyna              | M  | W  | P  | R | PKT | GZ  | GS  | KwM |
| -------------------- | -- | -- | -- | - | --- | --- | --- | --- |
| Ottawa Senators      | 24 | 14 | 8  | 2 | 30  | 106 | 84  | 99  |
| Toronto St. Patricks | 24 | 13 | 10 | 1 | 27  | 98  | 97  | 114 |
| Montreal Canadiens   | 24 | 12 | 11 | 1 | 25  | 88  | 94  | 174 |
| Hamilton Tigers      | 24 | 7  | 17 | 0 | 14  | 88  | 105 | 76  |

### Najlepsi strzelcy
| Zawodnik         | Drużyna              | Mecze | Bramki | Asysty | Punkty | Kary w Minutach |
| ---------------- | -------------------- | ----- | ------ | ------ | ------ | --------------- |
| Punch Broadbent  | Ottawa Senators      | 24    | 32     | 14     | 46     | 24              |
| Cy Denneny       | Ottawa Senators      | 22    | 27     | 12     | 39     | 18              |
| Cecil Dye        | Toronto St. Patricks | 24    | 30     | 7      | 37     | 18              |
| Joe Malone       | Hamilton Tigers      | 24    | 25     | 7      | 32     | 2               |
| Harry Cameron    | Toronto St. Patricks | 24    | 19     | 8      | 27     | 18              |
| Corbett Denneny  | Toronto St. Patricks | 24    | 19     | 7      | 26     | 28              |
| Reg Noble        | Toronto St. Patricks | 24    | 17     | 8      | 25     | 10              |
| Odie Cleghorn    | Montreal Canadiens   | 23    | 21     | 3      | 24     | 26              |
| Sprague Cleghorn | Montreal Canadiens   | 24    | 17     | 7      | 24     | 63              |
| Leo Reise        | Hamilton Tigers      | 24    | 9      | 14     | 23     | 8               |

## Playoffs

### Mistrzostwo NHL
Toronto St. Patricks – Ottawa Senators
| Data     | Drużyna              | Bramki | Drużyna         | Score |
| -------- | -------------------- | ------ | --------------- | ----- |
| Marca 11 | Toronto St. Patricks | 5      | Ottawa Senators | 4     |
| Marca 13 | Toronto St. Patricks | 0      | Ottawa Senators | 0     |

Toronto wygrało bramkami 5-4 i zdobyło O’Brien Trophy

### Finał Pucharu Stanleya
Vancouver Millionaires – Toronto St. Patricks
| Data     | Wyjazd                 | Bramki | Dom                    | Bramki | Dodatkowe   |
| -------- | ---------------------- | ------ | ---------------------- | ------ | ----------- |
| March 17 | Vancouver Millionaires | 4      | Toronto St. Patricks   | 3      |             |
| March 20 | Toronto St. Patricks   | 2      | Vancouver Millionaires | 1      | Po dogrywce |
| March 23 | Vancouver Millionaires | 3      | Toronto St. Patricks   | 0      |             |
| March 25 | Toronto St. Patricks   | 6      | Vancouver Millionaires | 0      |             |
| March 28 | Toronto St. Patricks   | 5      | Vancouver Millionaires | 1      |             |

Toronto wygrało 3-2 i zdobyło Puchar Stanleya